# John Charles Herries

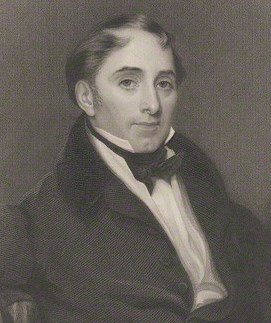
John Charles Herries

John Charles Herries PC, in der Literatur häufig als J. C. Herries bezeichnet (* November 1778; † 24. April 1855), war ein britischer Politiker und Finanzier.
Er nahm von Beginn bis Mitte des 19. Jahrhunderts verschiedene Regierungsämter in Tory und Conservative-Party-Regierungen war. Während der Kontinentalsperre war er Zahlmeister der britischen Armee. Mit Hilfe von Nathan Mayer Rothschild gelang es ihm, die britische Armee und ihre Verbündeten mit Gold zu versorgen. Dies spielte eine erhebliche Rolle im Erfolg der britischen Truppen. Für das Haus Rothschild legte diese sehr riskante Versorgung den Grundstein für den Aufstieg zur wichtigsten Finanzinstitution Europas. 1827 nahm John Charles Herries das Amt eines Chancellor of the Exchequer wahr.
Im House of Commons vertrat er von 1823 bis 1841 den Wahlkreis Harwich und von 1847 bis 1853 den Wahlkreis Stamford.